# Cesare Toraldo
Cesare Toraldo (Roma, 6 luglio 1963) è un ex pentatleta italiano.

## Palmarès
In carriera ha conseguito i seguenti risultati:
- Mondiali:

Melbourne 1985: bronzo nel pentathlon moderno a squadre.
Montecatini Terme 1986: oro nel pentathlon moderno a squadre.
Lahti 1990: argento nel pentathlon moderno a squadre e bronzo staffetta a squadre.
Darmstadt 1993: bronzo nel pentathlon moderno staffetta a squadre.
Basilea 1995: argento nel pentathlon moderno a squadre e bronzo individuale.